# 谷本貴義
谷本 貴義（たにもと たかよし、1975年4月14日 - ）は、日本のシンガーソングライター、歌手、ミュージシャン、作詞家、作曲家、編曲家、音楽プロデューサー。自身の所属事務所でもある音楽制作会社「テンテンカンパニー」の代表取締役社長。広島県呉市出身。 愛称は「タニー」。別名義に「TAKAYOSHI」がある。

## 来歴
呉工業高等専門学校在学中に本気で音楽の道を志し、20歳の時に上京する。1996年からスタジオミュージシャンとして活動を始め、2000年に発表した「この街のどこかに」が、コマーシャルソングとして採用される。2002年にテレビアニメ『デジモンテイマーズ』の挿入歌「One Vision」にてCDデビューを果たした。以後はアニメ・特撮ソングやゲームミュージックなどを中心に、ボーカル・楽曲提供・BGM制作・アーティストプロデュースなど多岐にわたり音楽制作を担当。また東日本旅客鉄道（JR東日本）や東京地下鉄（東京メトロ）向けの発車メロディの作曲・編曲も数多く手がけている。
また、歌手として『金色のガッシュベル』のオープニング曲「君にこの声が届きますように」・「見えない翼」、『ドラゴンボール改』のオープニング曲「Dragon soul」、『ドラゴンボール改 魔人ブウ編』のオープニング曲「空・前・絶・後」など、アニメ主題歌の歌唱を多数担当。そのほか、海外でのアニソンフェスにも数多く出演し、日本を代表するアニソンシンガーとして活躍している。

## 人物
高校時代に組んでいたバンド仲間に、元D-SHADEのYUJI等がいる。
演歌歌手の伊吹友里は親戚にあたる。
20代のころは他の歌手への対抗意識が強かったが、30代になり同業者と良好な関係を築くことが大切だと考えはじめ、40代になるとアニメソング・特撮ソング全体を盛り上げたいという視点を持つようになったと語っている。

## 作品

### シングル
| 枚       | 発売日        | タイトル                        | 規格品番   | レーベル            | 備考                 |
| -------- | ------------- | ------------------------------- | ---------- | ------------------- | -------------------- |
| 1st      | 2002年1月10日 | One Vision                      | NECM-12023 | NECインターチャネル |                      |
| loop名義 | 2003年4月23日 | 風のつばさ                      | NECM-12044 | NECインターチャネル |                      |
| 2nd      | 2004年4月21日 | 君にこの声が 届きますように     | NECM-12073 | NECインターチャネル |                      |
| 3rd      | 2004年4月25日 | 太陽のTransform!!/Calling you   | NECM-12068 | NECインターチャネル | スプリット・シングル |
| 4th      | 2005年4月27日 | 見えない翼                      | NECM-12023 | NECインターチャネル |                      |
| 5th      | 2007年3月12日 | 獣拳戦隊ゲキレンジャー/道       | COCC-16071 | 日本コロムビア      | スプリット・シングル |
| 6th      | 2009年5月20日 | Dragon Soul                     | COCC-16247 | 日本コロムビア      |                      |
| 7th      | 2009年6月24日 | Yeah! Break! Care! Break!       | COCC-16283 | 日本コロムビア      | スプリット・シングル |
| 8th      | 2010年7月29日 | Heart                           |            | 有限会社バディ      | 配信限定シングル     |
| 9th      | 2010年12月1日 | 空舞う勇者!×5                   | COCC-16434 | 日本コロムビア      | スプリット・シングル |
| 10th     | 2011年6月22日 | Evolution & Digixros            | COCC-16466 | 日本コロムビア      | スプリット・シングル |
| 11th     | 2013年4月24日 | ビーストサーガ                  | COCC-16695 | 日本コロムビア      |                      |
| 12th     | 2014年6月18日 | 空・前・絶・後 Kuu-Zen-Zetsu-Go | COCC-16867 | 日本コロムビア      |                      |
| 13th     | 2015年12月1日 | 千葉ジェッツの歌                |            | Force Record        | 配信限定シングル     |
| 14th     | 2020年8月19日 | 未確認飛行船                    | COCC-17780 | 日本コロムビア      |                      |
| 15th     | 2021年4月25日 | Break the chain                 | COKM-43149 | 日本コロムビア      | 配信限定シングル     |
| 16th     | 2024年4月9日  | つなぎあい                      | COKM-44796 | 日本コロムビア      | 配信限定シングル     |

### アルバム

#### オリジナルアルバム
| 枚  | 発売日        | タイトル          | 規格品番   | レーベル         |
| --- | ------------- | ----------------- | ---------- | ---------------- |
| 1st | 2012年7月1日  | Heartfelts        | TCLC-002   | Crave record     |
| 2nd | 2015年1月14日 | THE BEST ELEMENTS | COCX-38942 | 日本コロムビア   |
| 3rd | 2017年8月2日  | Time for life     | OCHC-1009  | オレンジチャイム |
| 4th | 2024年4月24日 | ソラカケラ        | COCX-42239 | 日本コロムビア   |

##### 配信限定オリジナルアルバム
| 枚  | 発売日        | タイトル                  | 規格品番   | レーベル       |
| --- | ------------- | ------------------------- | ---------- | -------------- |
| 1st | 2020年8月19日 | Career along              | COKM-42914 | 日本コロムビア |
| 2nd | 2024年4月24日 | ソラカケラ -another ver.- | COKM-44797 | 日本コロムビア |
| 3rd | 2024年4月24日 | Face to Fate              | COKM-44798 | 日本コロムビア |

#### プロデュースアルバム
| 枚  | 発売日         | タイトル                                      | 規格品番   | レーベル                  |
| --- | -------------- | --------------------------------------------- | ---------- | ------------------------- |
| 1st | 2012年12月12日 | アニメソングカバーセレクション ~BATTLE&YELL!! | UMCA-10013 | ユニバーサル ミュージック |

#### コンピレーション他
| 発売日         | タイトル | 楽曲                                                                 | レーベル                                 |
| -------------- | --- | -------------------------------------------------------------------- | ---------------------------------------- |
| 不明           | super hero festival original sound tracks vol.5 from super hero festival power live tour 2008 “SMILE AND PEACE” | (^○^)& (^_^)v -smile and peace-                                      | s-heroes record                          |
| 不明           | super hero festival original sound tracks vol.5 from super hero festival power live tour 2008 “SMILE AND PEACE” | WILD BEAT                                                            | s-heroes record                          |
| 不明           | super hero festival original sound tracks vol.5 from super hero festival power live tour 2008 “SMILE AND PEACE” | Borderline                                                           | s-heroes record                          |
| 不明           | super hero festival original sound tracks vol.6 from super hero festival power live tour 2009 “emotional SCORE” | RONDO                                                                | s-heroes record                          |
| 2002年12月25日 | デジモンミュージック100タイトル記念作品〜We Love DiGiMONMUSiC〜                                                 | 勇気を受け継ぐ子供達へ                                               | インターチャネル                         |
| 2003年11月27日 | 仮面ライダー555 ソングコレクション                                                                              | existence 〜KAIXA〜 nized dice                                       | avex mode                                |
| 2005年8月24日  | 太鼓の達人 とびっきり!アニメスペシャル 大熱唱!歌祭り                                                            | Happy & Peace                                                        | コロムビアミュージックエンタテインメント |
| 2005年8月24日  | 太鼓の達人 とびっきり!アニメスペシャル 大熱唱!歌祭り                                                            | 和太鼓戦隊ドンレンジャー                                             | コロムビアミュージックエンタテインメント |
| 2005年8月24日  | 太鼓の達人 とびっきり!アニメスペシャル 大熱唱!歌祭り                                                            | おはよう!太鼓サマー                                                  | コロムビアミュージックエンタテインメント |
| 2005年8月24日  | 太鼓の達人 とびっきり!アニメスペシャル 大熱唱!歌祭り                                                            | ダジャレ de オシャレ                                                 | コロムビアミュージックエンタテインメント |
| 2007年6月27日  | 今日からマ王! はじマりの旅楽団                                                                                  | 走るんだ!                                                            | avex mode                                |
| 2007年12月6日  | 獣拳戦隊ゲキレンジャー ゲキウタ全曲集                                                                           | 高みの空へ                                                           | コロムビアミュージックエンタテインメント |
| 2007年12月6日  | 獣拳戦隊ゲキレンジャー ゲキウタ全曲集                                                                           | Burning up!〜情熱を受け継いで〜                                      | コロムビアミュージックエンタテインメント |
| 2008年5月21日  | PSP はじめの一歩 オリジナルサウンドトラック                                                                     | Burning Heart                                                        | コロムビアミュージックエンタテインメント |
| 2008年7月10日  | ドラグレイド２ サウンドトラック                                                                                 | Change your BEAT                                                     | コロムビアミュージックエンタテインメント |
| 2008年7月10日  | ドラグレイド２ サウンドトラック                                                                                 | Break up!                                                            | コロムビアミュージックエンタテインメント |
| 2009年11月4日  | ドラゴンボール改 ソングコレクション                                                                             | 超スーパードラゴンソウル                                             | コロムビアミュージックエンタテインメント |
| 2010年4月28日  | ミニアルバム 天装戦隊ゴセイジャー                                                                               | 撃て! その殻を打ち破れ!                                              | コロムビアミュージックエンタテインメント |
| 2011年5月18日  | 海賊戦隊ゴーカイジャー オリジナルアルバム お宝サウンドボックス 1                                                | 豪快全開ダッシュ!                                                    | コロムビアミュージックエンタテインメント |
| 2013年4月24日  | ミニアルバム 獣電戦隊キョウリュウジャー（1）                                                                    | 闘え! キョウリュウジャー                                             | コロムビアミュージックエンタテインメント |
| 2013年5月1日   | 宇宙戦艦ヤマト Project Yamato 2199                                                                              | 宇宙戦艦ヤマト                                                       | ランティス                               |
| 2014年3月26日  | V-ANIME collaboration -homme-                                                                                   | 「FLYING IN THE SKY」（機動武闘伝Gガンダム）                         | 徳間ジャパン                             |
| 2014年5月14日  | V-ANIME collaboration -femme-                                                                                   | プラチナ                                                             | 徳間ジャパン                             |
| 2015年7月29日  | ミニアルバム 手裏剣戦隊ニンニンジャー(2)                                                                        | 忍んでる場合じゃない!!                                               | コロムビアミュージックエンタテインメント |
| 2018年5月30日  | 太鼓の達人 オリジナルサウンドトラック りんごあめ                                                                | Fly away                                                             | クラリスディスク                         |
| 2018年8月29日  | 快盗戦隊ルパンレンジャーVS警察戦隊パトレンジャー VSソングコレクション                                           | M・A・X POWER                                                        | 日本コロムビア                           |
| 2020年5月26日  | Nintendo Cygames スマホアプリアクションRPG ドラガリアロスト イベントテーマ曲                                    | Force your way                                                       | ニンテンドー Cygames                     |
| 2020年9月16日  | アミューズメント施設用ゲーム機「太鼓の達人」                                                                    | Fly again!/feat.谷本貴義                                             | バンダイナムコアミューズメント           |
| 2021年2月21日  | アミューズメント施設用ゲーム機「太鼓の達人」                                                                    | 轟け!太鼓の達人 / steμ×マスブチ×ササオカ feat. 谷本貴義&たかはし智秋 | バンダイナムコアミューズメント           |
| 2022年7月20日  | 暴太郎戦隊ドンブラザーズ EP vol.2                                                                               | 君のヒーロー                                                         | 日本コロムビア                           |

### タイアップ一覧
| 楽曲                            | タイアップ                                                               | 時期   |
| ------------------------------- | ------------------------------------------------------------------------ | ------ |
| One Vision                      | テレビアニメ『デジモンテイマーズ』 挿入歌                                | 2002年 |
| 風のつばさ                      | テレビアニメ『クラッシュギアNitro』オープニング主題歌                    | 2003年 |
| existence〜KAIXA-nized dice     | 特撮ドラマ『仮面ライダー555』 イメージソング                             | 2003年 |
| Calling you                     | テレビアニメ『トランスフォーマー スーパーリンク』エンディングテーマ      | 2004年 |
| 君にこの声が届きますように      | テレビアニメ『金色のガッシュベル!!』第二期オープニングテーマ             | 2004年 |
| 見えない翼                      | テレビアニメ『金色のガッシュベル!!』第三期オープニングテーマ             | 2005年 |
| はじまりの旅                    | PS2ゲーム 『今日からマ王!』主題歌                                        | 2006年 |
| 無敵のHERO!                     | PS2ゲーム 『THE ロボットつくろうぜっ! 激闘!ロボットファイト』主題歌      | 2006年 |
| 獣拳戦隊ゲキレンジャー          | 特撮ドラマ『獣拳戦隊ゲキレンジャー』オープニングテーマ                   | 2007年 |
| 高みの空へ                      | 特撮ドラマ『獣拳戦隊ゲキレンジャー』挿入歌                               | 2007年 |
| Burning up!～情熱を受け継いで～ | 特撮ドラマ『獣拳戦隊ゲキレンジャー』挿入歌                               | 2007年 |
| Change your BEAT!               | DSゲーム『カスタムビートバトル ドラグレイド』主題歌                      | 2007年 |
| Break up!                       | DSゲーム『カスタムビートバトル ドラグレイド』挿入歌                      | 2007年 |
| Burning heart!                  | PSPゲーム『はじめの一歩』主題歌                                          | 2008年 |
| 炎神ファーストラップ            | 特撮ドラマ『炎神戦隊ゴーオンジャー』エンディング                         | 2008年 |
| テイクオフ! ゴーオンウイングス  | 特撮ドラマ『炎神戦隊ゴーオンジャー』挿入歌                               | 2008年 |
| Dragon soul                     | テレビアニメ『ドラゴンボール改』オープニングテーマ                       | 2009年 |
| Yeah! Break! Care! Break!       | テレビアニメ『ドラゴンボール改』エンディングテーマ                       | 2009年 |
| 撃て！その殻を打ち破れ ！       | 特撮ドラマ『天装戦隊ゴセイジャー』挿入歌                                 | 2010年 |
| たまきゅう                      | 教育コンテンツ 『あたまの給食！「たまきゅう」』主題歌                    | 2010年 |
| Heart                           | OVA『好きです鈴木くん!!』エンディングテーマ                              | 2010年 |
| Evolution & Digixros            | テレビアニメ『デジモンクロスウォーズ』 挿入歌                            | 2011年 |
| DARK KNIGHT〜不死身の王者〜     | テレビアニメ『デジモンクロスウォーズ』 挿入歌                            | 2011年 |
| We are クロスハート！x7         | テレビアニメ『デジモンクロスウォーズ』 挿入歌                            | 2011年 |
| 豪快全開ダッシュ！              | 特撮ドラマ『海賊戦隊ゴーカイジャー』挿入歌                               | 2011年 |
| ビーストサーガ                  | テレビアニメ『ビーストサーガ』オープニングテーマ                         | 2013年 |
| Wake me up!                     | テレビアニメ『ビーストサーガ』エンディングテーマ                         | 2013年 |
| 闘え！キョウリュウジャー        | 特撮ドラマ『獣電戦隊キョウリュウジャー』挿入歌                           | 2013年 |
| ビュンビュン!トッキュウジャー   | 特撮ドラマ『烈車戦隊トッキュウジャー』エンディング                       | 2014年 |
| 空・前・絶・後 Kuu-Zen-Zetsu-Go | テレビアニメ『ドラゴンボール改』（魔人ブウ編）オープニングテーマ         | 2014年 |
| 忍んでる場合じゃない！          | 特撮ドラマ『手裏剣戦隊ニンニンジャー』挿入歌                             | 2015年 |
| 千葉ジェッツの歌                | プロバスケチーム千葉ジェッツ公式応援歌                                   | 2015年 |
| 今日から                        | TBS『イベントGO！』オープニングテーマ                                    | 2017年 |
| Spiral                          | フジテレビ系『魔女に言われたい夜～正直過ぎる品定め～』エンディングテーマ | 2017年 |
| M・A・X POWER                   | 特撮ドラマ『快盗戦隊ルパンレンジャーVS警察戦隊パトレンジャー』挿入歌     | 2018年 |
| 未確認飛行船                    | テレビアニメ『デジモンアドベンチャー:』オープニングテーマ                | 2020年 |
| Be The Winners                  | テレビアニメ『デジモンアドベンチャー:』挿入歌                            | 2020年 |
| X-treme Fight                   | テレビアニメ『デジモンアドベンチャー:』挿入歌                            | 2020年 |
| Break the chain                 | テレビアニメ『デジモンアドベンチャー:』挿入歌                            | 2021年 |
| 君のヒーロー                    | 特撮ドラマ『暴太郎戦隊ドンブラザーズ』挿入歌                             | 2022年 |
| Brand new LEGEND                | アーケードゲーム『仮面ライダーバトル ガンバレジェンズ』主題歌            | 2023年 |
| つなぎあい                      | テレビアニメ『ただいま、おかえり』エンディングテーマ                     | 2024年 |
| High Speed Racer                | 特撮ドラマ『爆上戦隊ブンブンジャー』挿入歌                               | 2024年 |

### コーラス
- The last element（歌：アユミ）
- なんのこれしき ふろしきマン（歌：水木一郎）
- スターダスト（歌：いとうかなこ）

他多数

### 書籍
- アニソン☆シンガーになりたい! 現役アニソン歌手が教える!プロになるための心得とボイスメソッド(DVD付)

YOFFYと共著
ISBN 978-4906954223

## 提供

### 作詞
- 獣拳戦隊ゲキレンジャー キャラクターソング「Just make it out!」
- テニスの王子さまED / 藤重政孝「KEEP YOUR STYLE」
- TVアニメ黒執事IIキャラクターソング『葬儀屋、笑唱』「大葬戯曲」
- TVアニメ黒執事IIキャラクターソング『葬儀屋、笑唱』「ようこそ葬儀屋へ」
- MAP6 / Make my day
- MAP6 / TIME（Min-Hyukとの共同作詞）

### 作曲
- テニスの王子様　キャラクターソング「Trial of luck」（作曲・編曲）
- テニスの王子様　キャラクターソング「PERFECT GAME」（作曲）
- 炎神戦隊ゴーオンジャー　キャラクターソング「夢の翼」（作曲）
- 薄桜鬼 遊戯録　主題歌「青空ボタン」（作曲・編曲）
- 『薄桜鬼』 主題歌「十六夜涙」（作曲）
- コレジャナイロボ絵描き歌（作曲・編曲）
- スイートプリキュア♪　イメージソング「夢色パズル」（作曲・編曲）
- 薄桜鬼 3DS主題歌 「星標」（作曲・編曲）
- 吉岡亜衣加　シングル「一輪の花」（作曲）
- 雪乃 アルバム 「Never Cry」（作曲・編曲）
- 君のいる町 c/w「Reasons」桐島青大(cv 細谷佳正) （作曲・編曲）
- 『動物戦隊ジュウオウジャー』　エンディング主題歌　大西洋平「レッツ! ジュウオウダンス」（作曲）
- 『アプリゲーム　逆襲のファンタジカ：ブラッドライン』主題歌　鈴木このみ「BE THE ONE」（作曲・編曲）
- 『プリキュア つながるぱずるん』主題歌　里瑠「ツナガレ!」（作詞・作曲・編曲）
- 『ブラウザゲーム戦国武将姫muramasa艶』主題歌「希望の刃」（作詞・作曲・編曲）
- 魂の三兄弟(串田アキラ、宮内タカユキ、MoJo) 「正義の兵リベリオン」(作曲・編曲)
- 佐久間小太郎コグマスカイブルー(田口翔大) / 「BLUE SKY BOY」(作曲・編曲)
- 松本梨香 「彼岸花」(作曲・編曲)
- いとうかなこ / スターダスト（作曲）
- MAP6 / It's Showtime!!（作詞・作曲・編曲）
- 間宮百/Moonlight（作曲）
- ルパンブルー(濱正悟) / 誓い(作詞・作曲・編曲)
- 茨城県取手市 市制50周年記念唱歌「取手市民のうた（新しい明日）」(作詞・作曲・編曲)
- 静岡県西伊豆町立西伊豆中学校校歌 (作詞・作曲・編曲)

### 編曲
- おねがいマイメロディ MYMELO REMIX 白盤
- おねがいマイメロディ MYMELO REMIX 黒盤
- 三原じゅん子「セクシーナイト」(Digital Rock ver.)
- 石井明美「CHA-CHA-CHA」(Lovely ver.)
- 岩崎良美「タッチ」（Trance ver.)
- ニンテンドーDS株トレーダー　スタッフロール曲「I'll Be There」
- となグラ!「絶対レンアイ感!」（渡辺美佳との共作）
- おとぎ銃士 赤ずきん　「ひみつ」（渡辺美佳との共作）
- いぬかみっ!「ハートにぴったんこ」（渡辺美佳との共作）
- 野川さくら「Dual Love on the planet 〜葉ノ香〜」（渡辺美佳との共作）
- 堀江美都子「たいせつなたからもの」
- 水木一郎「〜デビュー40周年記念〜ヒーローソングメドレー」
- 劇場版 ゲゲゲの鬼太郎主題歌 「ゲゲゲの鬼太郎 鬼太郎の幽霊電車3D」
- 吉岡亜衣加 薄桜鬼DS OP主題歌「散らない花」
- 吉岡亜衣加 薄桜鬼DS ED主題歌「ひとしずく」
- 吉岡亜衣加 薄桜鬼 遊戯録「青空ボタン」
- 吉岡亜衣加 「ねぇ、もしも2人が…」
- 吉岡亜衣加 「こぼれるメロディーは風唄に」
- 吉岡亜衣加 「緑桜」
- アニメソングカバーセレクション「BATTLE＆YELL!!」「愛をとりもどせ ! !」
- アニメソングカバーセレクション「BATTLE＆YELL!!」「魂のルフラン」
- アニメソングカバーセレクション「BATTLE＆YELL!!」「ルパン三世のテーマ」
- 竹内浩明 大怪獣ラッシュ ウルトラフロンティア主題歌 「Rush!!ウルトラフロンティア!!」
- 金色のコルダ Blue♪Sky focus on 星奏学院「悠かな約束」水嶋悠人(CV:水橋かおり)
- 谷本貴義 ドラゴンボールヒーローズ 邪悪龍ミッション主題歌
- 谷本貴義 ドラゴンボールヒーローズ ゴッドミッション主題歌
- 山口勝平 ミニアルバム「怒りをくれよ」
- 山口勝平 ミニアルバム「Just tonight」
- 高橋りな シングル「戦いの始まり」

## 発車メロディ

### 東日本旅客鉄道
※いずれも編曲。
- 『ふる里「みなかみ」』：水上駅、後閑駅
- 『HANDS～大きな手から、小さな手へ～』：鴻巣駅、北鴻巣駅、吹上駅

### 東京地下鉄
※全て作曲。

#### 丸ノ内線
- 「ひかりの反射」：南阿佐ケ谷駅1番線
- 「Blue sky」：新高円寺駅1番線
- 「Comical Train」：新中野駅1番線
- 「Endress Trip」：中野坂上駅1番線
- 「ひとやすみ」：新宿三丁目駅2番線
- 「Tokyo Line」：霞ケ関駅1番線
- 「Safety」：淡路町駅1番線
- 「もうすぐ扉が閉まります」：新大塚駅1番線
- 「街並みはるか」：A線（荻窪方面）車載メロディ

#### 有楽町線・副都心線
- 共通
  - 「もう来ます」：氷川台駅1番線
  - 「無休」：小竹向原駅4番線
  - 「rapid」：B線（和光市方面）車載メロディ

- 有楽町線用
  - 「休みながら」：要町駅1番線
  - 「bright」：池袋駅3番線
  - 「common」：市ケ谷駅1番線
  - 「雪景色」：桜田門駅1番線
  - 「地下鉄が好き」：桜田門駅2番線
  - 「旅の前日」：月島駅2番線
  - 「駆け込み禁止」：辰巳駅2番線

- 副都心線用
  - 「Good day」：千川駅4番線
  - 「Morning station」：池袋駅6番線
  - 「シーサイド」：雑司が谷駅1番線
  - 「ぐるぐる」：北参道駅1番線
  - 「ゆっくり行こう」：明治神宮前駅4番線

## 出演

### ラジオ
- ラジオ栃木･茨城放送『谷本貴義のコマンドG!』（2004年3月 - 2005年4月）
- ラジオNIKKEI『谷本貴義のOverdrive!!』（2005年5月 - 11月）
- ミュージックバード『Rili.のドリームエンタメラボ』（2017年8月～2019年8月）
- Tokyo Star Radio 77.5Mhz『谷本貴義のサブカル研究所』（2017年10月～2020年8月）

### 声優
- THE ロボットつくろうぜっ! 激闘!ロボットファイト（須藤ヒカル）
- 好きです鈴木くん!! 公式ファンブック OVA（高校生）

### テレビ
- キッズステーション「アニぱら音楽館」#097,215,227
- 第1回「キングラン アニソン紅白2009」（2009年12月31日）
- 第2回「キングラン アニソン紅白2010 supported by スカパー!」（2010年12月31日）
- 第3回「キングラン アニソン紅白2011 supported by スカパー!」（2011年12月31日）
- 「アニソンぷらす」（2013年1月28日）
- 「ニンゲン観察モニタリング★心霊!芸人ネタ祭り!夏うた!夏休みSP」（2021年8月12日）
- 「ニンゲン観察モニタリング★人気アニソンコラボ&芸能人オーディションSP」（2021年12月16日）